# Chiesa di Santa Maria delle Grazie (Calvizzano)
La chiesa di Santa Maria delle Grazie è un luogo di culto di Calvizzano, sito lungo via Conte Mirabelli. È la sede principale della comunità della Parrocchia di San Giacomo Apostolo.

## Storia
La chiesa, cinquecentesca, sorse nello stesso luogo dove sorgeva l'antica chiesetta di Santa Maria Annunziata, al centro del paese: essendo questo edificio più antico abbastanza piccolo e non rispondendo più alle esigenze dei fedeli, nel 1550 l'arcivescovo di Napoli Mario Carafa autorizzò l'Universitas Calvizzani ad abbatterla e a costruire nello stesso luogo una nuova chiesa, intitolata a Santa Maria delle Grazie.
La costruzione della nuova chiesa fu iniziata nel 1580; l'edificio fu benedetto nel 1596 e terminato nel 1608 (anche se per il completamento della sagrestia fu necessario aspettare fino al 1746). Fu una chiesa laicale in quanto venivano eletti 25 governatori laici che si interessavano dello stabile, del culto e di tutto ciò che occorreva (l'amministrazione laicale fu abolita nel 1972). Gli oneri venivano soddisfatti grazie alle elemosine.
Dal 1809 è sede della parrocchia di San Giacomo Apostolo Maggiore, trasferitasi qui definitivamente in seguito all'abbandono e alla rovina della chiesa di San Giacomo.
Il 15 febbraio 2015 è stato inaugurato il museo parrocchiale (intitolato a Cristofaro Agliata, politico e storico locale) con la benedizione del vescovo ausiliare di Napoli Salvatore Angerami: esso custodisce ed espone ex voto, calici ed ostensori in argento e oro, datati a partire dal Cinquecento, abiti liturgici ricamati in oro) e l'archivio storico.

La parrocchia di San Giacomo Apostolo controlla anche la chiesa di San Pietro e la chiesa dell'Assunta e San Ciro martire.

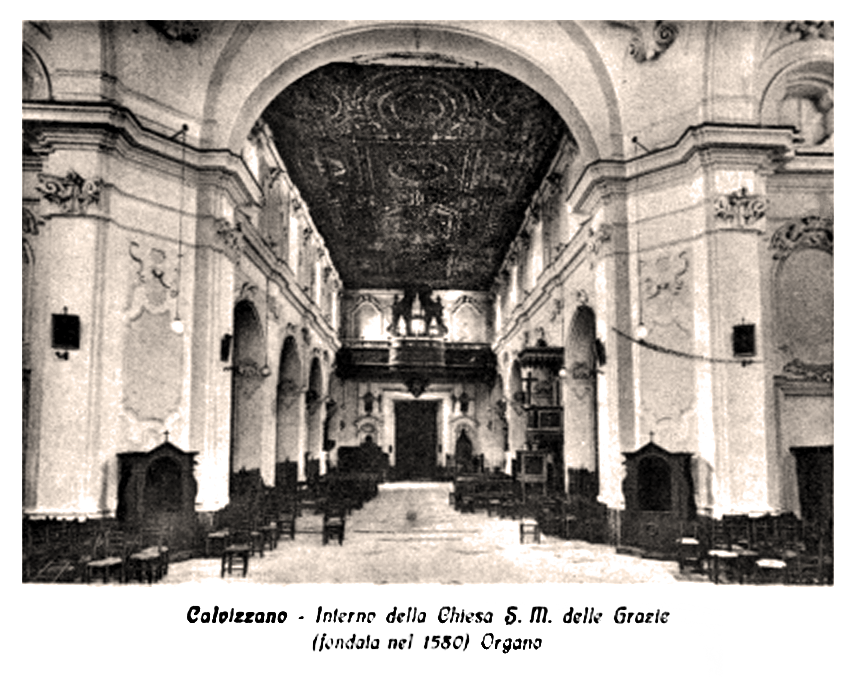
Interni della chiesa, anni 30'.

## Architettura e opere
La chiesa presenta una pianta a croce latina a navata unica, lungo la quale si sviluppano un totale di sei cappelle divise per i due lati. Possiede una maestosa cupola, probabilmente disegnata e costruita dall'architetto e scultore napoletano Domenico Antonio Vaccaro, al quale certamente è da attribuire la decorazione a stucco.
Nella chiesa si conservano inoltre i dipinti e le tele di Nicola Vaccaro, che ha dipinto i tre grandi quadri che adornano la cupola e le cappelle ad essa laterali, e quelle del Domenichino, a cui sono attribuite le tele presenti nelle cappelle minori lungo la navata centrale.

Il soffitto ligneo dorato risale al XVII secolo, precedentemente vi erano solo travi a vista. Esso presenta al suo centro una rappresentazione dell'Assunzione di Maria, opera eseguita nel 1676 dall'artista Andrea Malinconico, ai lati invece presenta altri otto quadri, probabilmente rappresentazione delle virtù cardinali, in chiaro stile barocco; il tutto adornato da festoni floreali. Negli angoli del soffitto vi è la rappresentazione dello stemma dei Visconti, consistente in una vipera tortuosa che ingoia un bambino. Le due entrate laterali, con ballatoi e parapetti in piperno furono creati nel 1605, mentre l'entrata centrale fu costruita solo in un secondo momento.

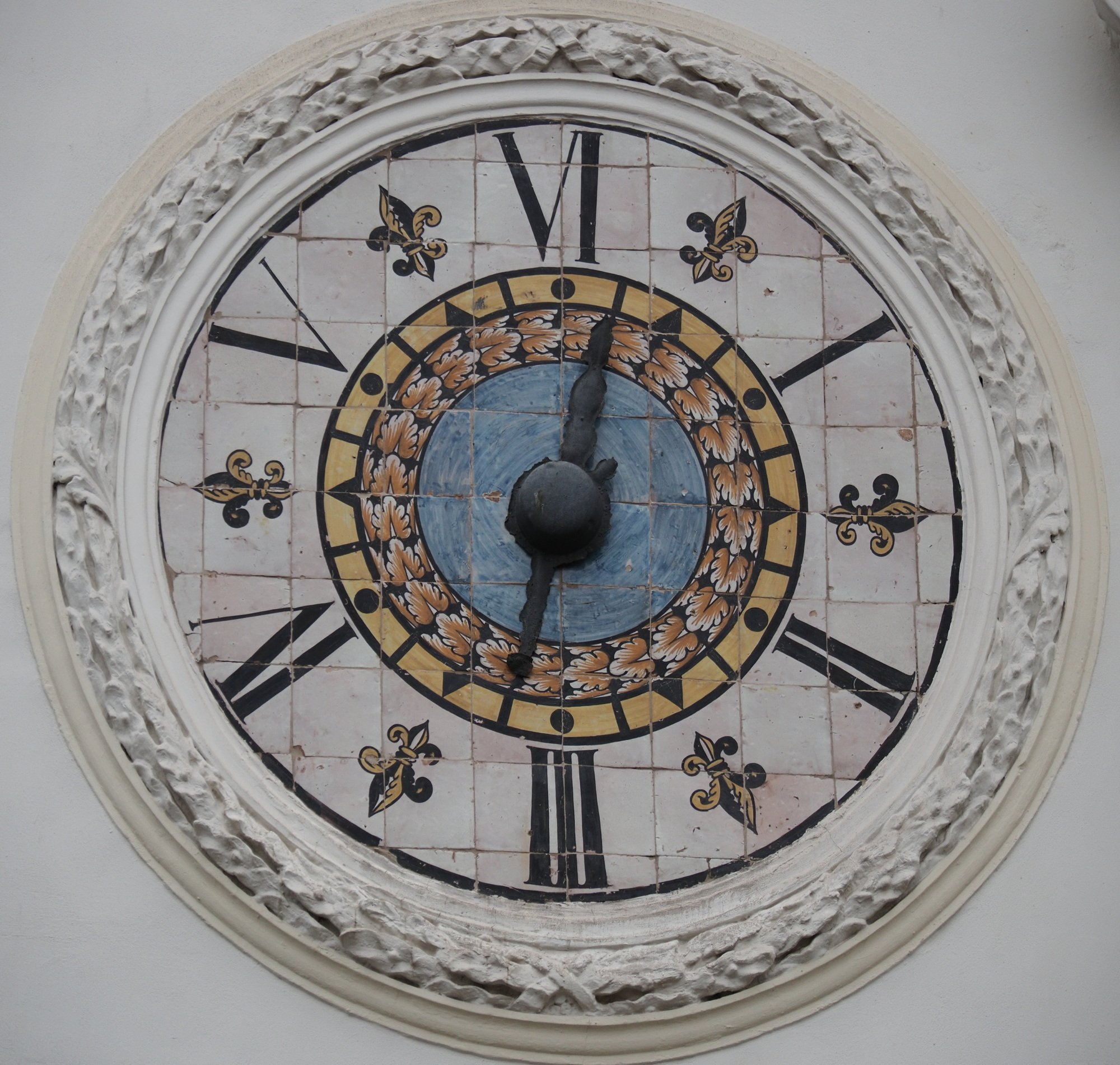
Particolare della facciata della Chiesa: Orologio con orario a 6 ore.

Inizialmente presentava un finestrone centrale sulla facciata, ma nel 1684 fu inserito l'organo a canne e fu murato. La pavimentazione, prima in terra battuta, fu sostituita dal 1744 con mattoni rivestiti a disegno e, dopo l'Unità d'Italia, fu ricoperto di marmo.
È presente anche un piccolo busto dedicato a San Giuseppe Moscati: quando era in vita, venne diverse volte a Calvizzano e fu frequentatore della Chiesa. Il busto fu donato dalla famiglia Morra (che diede anche un sindaco alla città), che lo ospitava.
Il campanile
Il Campanile ha una base quadrata di 7 metri, con una bordura di piperno e quattro colonnini, sempre di piperno, prelevati dalla facciata della Chiesa per decorarla. Alto 45 metri, ha la cuspide poggiante su un globo di rame. L’intero edificio fu ipotizzato di tre piani, con tre campane e con l’orologio a 6 ore (successivamente si aggiunse un orologio moderno). Nel 1833 fu aggiunta la campana per i quarti d’ora. Il quarto piano, realizzato in un secondo momento, fu completato e chiuso da un cupolino con abbellimento in riggiole napoletane policrome e patinate (dal 1967 non più presenti e sostituite da asfalto verde).
Il Campanile della Chiesa andò in parte danneggiato nella notte della Vigilia di Natale del 1696, a causa di un incendio. Pur in modo ridotto, esso fu mantenuto in uso, ma si decise di abbatterlo nel 1712. Nel 1713 si avviarono i lavori per l’edificazione di un nuovo campanile, cioè quello attuale. Nell’estate del 1943, un contingente dell’esercito nazista, nella confusione degli eventi successivi all’armistizio, fece esplodere alcuni colpi di mortaio in direzione della torre campanaria. Nel 1962 e nel 1967 fu parzialmente danneggiato da fulmini, ma fu ristrutturato e dotato di parafulmini.